# De amor y dolor
De amor y dolor es el undécimo álbum de estudio del cantante venezolano Carlos Baute.
El álbum se caracteriza por una variedad de ritmos, donde se denota la balada romántica, la bachata y el pop junto con el estilo urbano. Asimismo, el disco se destaca por el cambio de estilo musical por parte de Baute, así como el mensaje plasmado en algunas de sus canciones. Tal ejemplo es la canción «Vamo' a la calle», el cual hace alusión sobre la situación de Venezuela y «Te sigo pensando», el cual sobresale por la participación de Marta Sánchez, con quien ya había hecho su exitoso tema «Colgado en tus manos».
De este álbum, se desprenden algunos sencillos como: «Amor y dolor», «Ando buscando» y «Te sigo pensando» entre otros.
En este álbum, están incluidas las participaciones de Marta Sánchez, Piso 21, Chyno Miranda, Alexis & Fido, Maite Perroni y Joey Montana entre otros.

## Lista de canciones
| N.º | Título                                      | Duración |  |
| 1.  | «Amor y dolor»                              | 3:35     |  |
| 2.  | «Te sigo pensando» (con Marta Sánchez)      | 3:39     |  |
| 3.  | «Ando buscando» (con Piso 21)               | 3:19     |  |
| 4.  | «Perdido» (con Joey Montana)                | 2:37     |  |
| 5.  | «Compro minutos» (con Farina)               | 3:31     |  |
| 6.  | «Vamo' a la calle»                          | 3:18     |  |
| 7.  | «¿Quién es ese?» (con Maite Perroni y Juhn) | 3:26     |  |
| 8.  | «Perdimos el control»                       | 3:33     |  |
| 9.  | «Desesperado»                               | 3:10     |  |
| 10. | «Crazy For Your Love» (con Kranium)         | 3:06     |  |
| 11. | «¿Quién te dará?»                           | 3:26     |  |
| 12. | «Vivo y muero por ti»                       | 3:49     |  |

### Ediciones especiales
| N.º | Título                                             | Duración |  |
| 1.  | «Vamo' a la calle» (con Chyno Miranda)             | 3:18     |  |
| 2.  | «¿Quién es ese?» (con Maite Perroni) (Versión Pop) | 3:29     |  |